# Liste der Bodendenkmäler in Helmstadt
Auf dieser Seite sind die Bodendenkmäler in dem unterfränkischen Markt Helmstadt zusammengestellt. Diese Tabelle ist eine Teilliste der Liste der Bodendenkmäler in Bayern. Grundlage ist die Bayerische Denkmalliste, die auf Basis des Bayerischen Denkmalschutzgesetzes vom 1. Oktober 1973 erstmals erstellt wurde und seither durch das Bayerische Landesamt für Denkmalpflege geführt wird. Die folgenden Angaben ersetzen nicht die rechtsverbindliche Auskunft der Denkmalschutzbehörde.

## Bodendenkmäler in Helmstadt
| Lage       | Objekt                                                                                       | Akten-Nr.     | Bild |
| ---------- | -------------------------------------------------------------------------------------------- | ------------- | ---- |
| (Standort) | Siedlung der Hallstattzeit und der jüngeren Latènezeit.                                      | D-6-6223-0017 |      |
| (Standort) | Mittelalterlicher ebenerdiger Ansitz „Altes Schloß“.                                         | D-6-6224-0018 |      |
| (Standort) | Körpergräber vor- und frühgeschichtlicher Zeitstellung.                                      | D-6-6224-0019 |      |
| (Standort) | Mittelalterlicher oder neuzeitlicher Erdstall.                                               | D-6-6224-0020 |      |
| (Standort) | Siedlung der Bronzezeit.                                                                     | D-6-6224-0023 |      |
| (Standort) | Siedlung der Hallstattzeit und vermutlich der Bronze- und der Urnenfelderzeit.               | D-6-6224-0025 |      |
| (Standort) | Vorgeschichtliche Grabhügel, daraus Funde der Hallstattzeit.                                 | D-6-6224-0026 |      |
| (Standort) | Grabhügel der Hallstattzeit.                                                                 | D-6-6224-0027 |      |
| (Standort) | Siedlung vor- und frühgeschichtlicher Zeitstellung und verebnete vorgeschichtliche Grabhügel | D-6-6224-0063 |      |
| (Standort) | Siedlung der Linearbandkeramik und der Hallstattzeit.                                        | D-6-6224-0071 |      |
| (Standort) | Siedlung vor- und frühgeschichtlicher Zeitstellung.                                          | D-6-6224-0072 |      |
| (Standort) | Frühneuzeitlicher Handwerksplatz.                                                            | D-6-6224-0076 |      |
| (Standort) | Siedlung der Linearbandkeramik.                                                              | D-6-6224-0079 |      |
| (Standort) | Siedlung der Linearbandkeramik.                                                              | D-6-6224-0082 |      |
| (Standort) | Archäologische Befunde                                                                       | D-6-6224-0106 |      |
| (Standort) | Archäologische Befunde im Bereich der frühneuzeitlichen Kath. Kirche St. Ägidius             | D-6-6224-0108 |      |
| (Standort) | Hohlwegabschnitte und Hohlwegfächer einer Altstraße der frühen Neuzeit                       | D-6-6224-0122 |      |